# Ajkobila
Hajkobillë en albanais et Ajkobila en serbe latin (en serbe cyrillique : Ајкобила) est une localité du Kosovo située dans la commune/municipalité de Pristina, district de Pristina (Kosovo) ou district de Kosovo (Serbie). Selon le recensement kosovar de 2011, elle compte 72 habitants, tous albanais.

## Démographie

### Évolution historique de la population dans la localité
| 1948 | 1953 | 1961 | 1971 | 1981 | 1991 | 2011 |
| ---- | ---- | ---- | ---- | ---- | ---- | ---- |
| 478  | 543  | 546  | 524  | 418  | 475  | 72   |

|  |